# 류승우 (당구 선수)
류승우(1985년 7월 8일 ~ )는 대한민국의 당구 선수이다.

## 생애
1999년 스페인 세계포켓볼협회 나인볼 주니어 챔피언십대회에서 세계 최연소 기록으로 입상(5위)했다. 광저우 아시안게임 동메달.